# Русенборг
Русенбо́рг (норв. Rosenborg Ballklub) — норвезький футбольний клуб з міста Тронгейм. Найтитулованіший клуб Норвегії. Головні успіхи припадають на 1990-ті та 2000-і роки.

## Склад команди
Станом на 22 червня 2025

| №  | Поз. | Нац.      | Гравець                              |
| -- | ---- | --------- | ------------------------------------ |
| 1  | ВР   | Норвегія  | Сандер Тангвік                       |
| 2  | ЗХ   | Норвегія  | Ерленд Даль Рейтан                   |
| 4  | ЗХ   | Данія     | Лука Рачич                           |
| 5  | ПЗ   | Палестина | Мустафа Зейдан (в оренді з «Мальме») |
| 6  | ПЗ   | Фінляндія | Сантері Вяянянен                     |
| 8  | ПЗ   | Норвегія  | Івер Фоссум                          |
| 9  | НП   | Норвегія  | Уле Сетер                            |
| 10 | ПЗ   | Норвегія  | Уле Сельнес                          |
| 11 | НП   | Данія     | Ноа Саса                             |
| 12 | ВР   | Норвегія  | Расмус Сандберг                      |
| 15 | ЗХ   | Данія     | Йонас Мортенсен                      |
| 17 | НП   | Ісландія  | Ісак Торвальдссон                    |
| 18 | НП   | Норвегія  | Ноа Гольм                            |

| №  | Поз. | Нац.       | Гравець                                       |
| -- | ---- | ---------- | --------------------------------------------- |
| 19 | ЗХ   | Норвегія   | Адріан Перейра                                |
| 21 | ЗХ   | Словаччина | Томаш Немчик                                  |
| 22 | ПЗ   | Швеція     | Генрі Слетше                                  |
| 23 | ЗХ   | Норвегія   | Ульрік Єнссен                                 |
| 25 | ЗХ   | Швеція     | Адам Андерссон                                |
| 35 | НП   | Норвегія   | Еміль Конрадсен Сейде (в оренді з «Сассуоло») |
| 38 | ЗХ   | Норвегія   | Міккель Конрадсен Сейде                       |
| 39 | НП   | Чорногорія | Діно Ісламович                                |
| 41 | ПЗ   | Норвегія   | Сверре Нюпан                                  |
| 44 | НП   | Норвегія   | Магнус Голте                                  |
| 45 | НП   | Норвегія   | Єспер Рейтан-Сунне                            |
| 50 | ЗХ   | Норвегія   | Гакон Вольден                                 |

## Досягнення
- Чемпіонат Норвегії:
  -  Чемпіон (26): 1967, 1969, 1971, 1985, 1988, 1990, 1992, 1993, 1994, 1995, 1996, 1997, 1998, 1999, 2000, 2001, 2002, 2003, 2004, 2006, 2009, 2010, 2015, 2016, 2017, 2018
- Кубок Норвегії:[1]
  -  Володар (12): 1960, 1964, 1971, 1988, 1990, 1992, 1995, 1999, 2003, 2015, 2016, 2018
- Суперкубок Норвегії:
  -  Володар (3): 2010, 2017, 2018
- Переможець Кубка Інтертото: 2008